# Nehemías 3

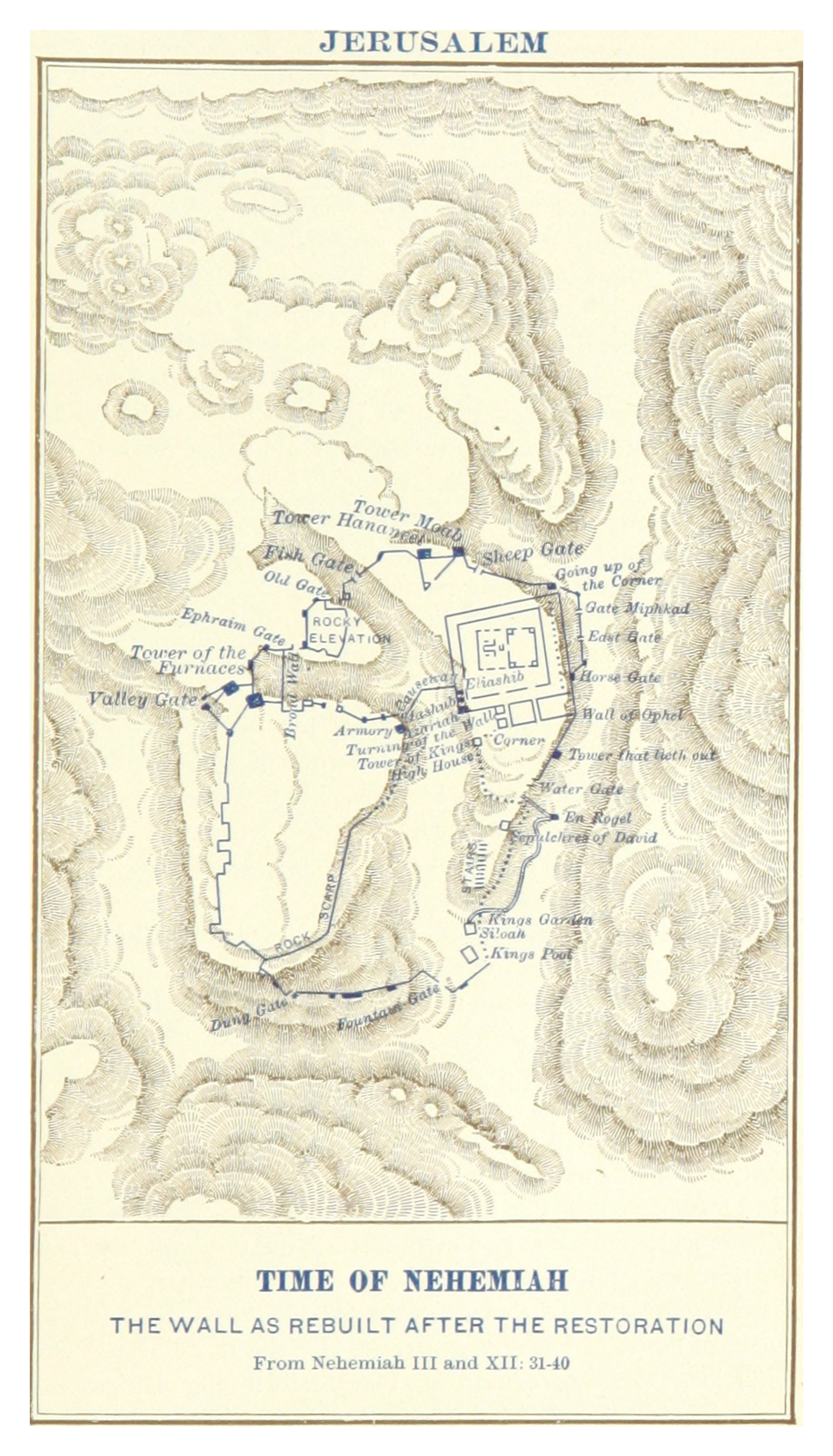
Mapa de Jerusalén en tiempos de Nehemías. Página 133 de La Tierra Santa en la Geografía y en la Historia. 1899. Biblioteca Británica HMNTS 010077.f.24.

Nehemías 3 es el tercer capítulo del Libro de Nehemías del Antiguo Testamento de la Biblia cristiana, o el capítulo 11 del libro de Esdras-Nehemías en la Biblia hebrea, que trata el libro de Esdras y el libro de Nehemías como un solo libro. La tradición judía afirma que Esdras es el autor de Esdras-Nehemías, así como del Libros de las Crónicas, pero los eruditos modernos generalmente aceptan que un compilador del siglo V a. C. (el llamado «Cronista») es el autor final de estos libros. Este capítulo registra en detalle la reconstrucción de las murallas y puertas de Jerusalén, comenzando por las secciones norte a oeste (versículos 1-15), continuando por las secciones sur y este hasta llegar de nuevo a la Puerta de las Ovejas, el punto de partida inicial (versículos 16-32).

## Texto
Este capítulo se divide en 32 Versículos. El texto original de este capítulo está en lengua hebrea.

### Testigos textuales
Algunos de los primeros manuscritos que contienen el texto de este capítulo en Hebreo son del Texto Masorético, entre los que se incluye el Codex Leningradensis (1008).
También existe una traducción al griego koiné conocida como Septuaginta, realizada en los últimos siglos a. C.. Los manuscritos antiguos existentes de la versión Septuaginta incluyen el Codex Vaticanus (B; {\displaystyle {\mathfrak {G}}}B; siglo IV), el Codex Sinaiticus (S; BHK: {\displaystyle {\mathfrak {G}}}S; siglo IV), y Codex Alexandrinus (A; {\displaystyle {\mathfrak {G}}}A; siglo V).

## El muro del norte (3:1-5)
.

Nehemiah dirigió la construcción de los muros de Jerusalén. En «Standard Bible Story Readers» por. Lillie A. Faris 1925

En esta sección, Nehemías enumera el proceso de reconstrucción de la muralla de Jerusalén, comenzando con la gente que trabajaba en la muralla norte y sus puertas. El lado norte de la muralla habría sufrido «la mayor parte de los ataques a Jerusalén, por los que llegaban de Mesopotamia» (cf. Jeremías 1:13-15).

### Versículo 1
Entonces se levantó el sumo sacerdote Eliasib con sus hermanos los sacerdotes, y edificaron la puerta de las ovejas; la santificaron, y levantaron sus puertas; hasta la torre de Meah la santificaron, hasta la torre de Hananeel. 
- «Eliasib el sumo sacerdote»: Eliasib era hijo de Joiaquim, y nieto del sumo sacerdote Jesúa (Esdras 3:2; Nehemiah 12:10).[12] Nehemías comienza con el trabajo de Eliasib el sumo sacerdote y sus compañeros sacerdotes para simbolizar 'la santa y noble tarea' en la que todos estaban comprometidos.[13]
- La puerta de las ovejas": también mencionada en Nehemiah 3:32 y Nehemiah 12:39; podría ser la misma puerta mencionada en John 5:2, Ahora hay en Jerusalén junto a la puerta de las ovejas un estanque, que en hebreo se llama Betesda.[12] El hecho de que los sacerdotes la restauraran indica su proximidad al Templo, lo que se confirma por la referencia que se hace a ella en Nehemías 12:39.[12] Su posición en la parte noreste de Jerusalén da identificación a la moderna «puerta de San Esteban».[12]
- «La torre de Meah»: Hebreo: Hammeah o «la torre de los Cien».[14]
- «La torre de Hananeel»: un punto de referencia bien conocido, que también se menciona en Nehemías 12:39; Jeremías 31:38; Zacarías 14:10, que se encuentra a medio camino entre «la puerta de las ovejas» y «la puerta de los peces», en la esquina noreste de Jerusalén, entonces desde este punto, la muralla que había corrido hacia el noroeste desde la puerta de las ovejas ahora giraba hacia el oeste.[12]

### Versículo 3
También los hijos de Hasenaa construyeron la Puerta del Pescado; colocaron sus vigas y colgaron sus puertas con sus cerrojos y barras.'
Los trabajadores de la Puerta de los Peces 'construyeron' en lugar de 'reparar' el muro.

### Versículo 4
Y junto a ellos reparó Meremot hijo de Urías, hijo de Hakkoz. Y junto a ellos reparó Mesulam hijo de Berequías, hijo de Meshezabel. Y junto a ellos, Sadoc hijo de Baana.
- «Hakkoz»: el nombre de la séptima de las «24 divisiones sacerdotales» en 1 Crónicas 24 (cf. Esdras 2:61; Nehemías 3:21).[17] Este nombre aparece en una inscripción en piedra que se encontró en 1970 en una columna parcialmente enterrada en una mezquita, en la aldea yemení de Bayt al-Ḥaḍir, entre los diez nombres de barrios sacerdotales y sus respectivas ciudades y aldeas. Esta «Inscripción yemení» es la lista de nombres de este tipo más larga jamás descubierta, hasta el día de hoy. Los nombres legibles en la columna de piedra descubierta por Walter W. Müller.[18]

## El muro occidental (3:6-14)

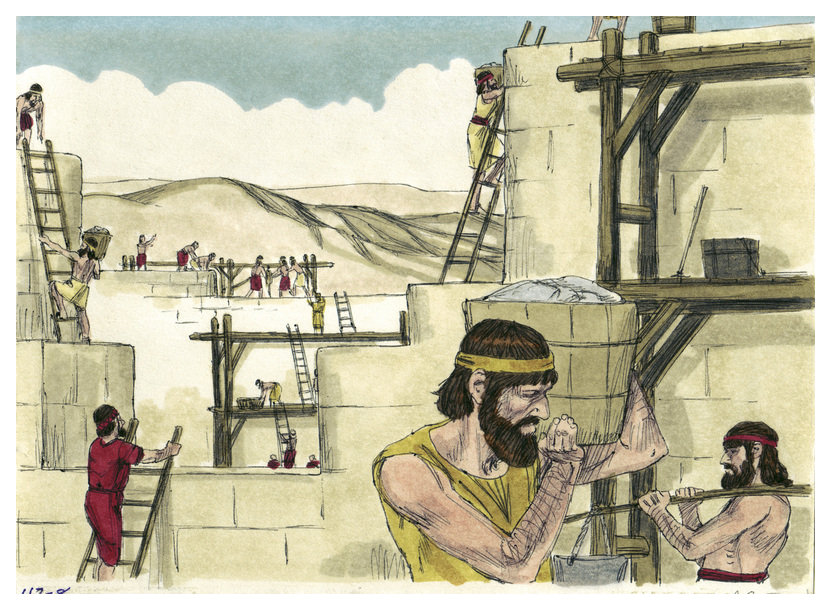
La construcción del muro de Jerusalén. Ilustración del Libro de Nehemías Capítulo 3. Ilustraciones bíblicas de Jim Padgett

El proceso de reconstrucción de la muralla que rodeaba Jerusalén, tal como se relata por secciones, en realidad ocurrió simultáneamente. Mientras los sacerdotes trabajaban en el muro norte, otros construían a lo largo de la extensión occidental.

### Versículo 12
Y junto a él reparó Salum hijo de Halohesh, gobernador de la media parte de Jerusalén, él y sus hijas.
- «La mitad de Jerusalén» (o «la mitad del distrito de Jerusalén»): es la mitad 'Sión' de la ciudad.[12]
- «Y sus hijas»: la peculiaridad de mencionar «hijas» ha llevado a algunos a considerar esta palabra un término técnico para 'aldeas' y 'pueblos de campo' (cf. Nehemiah 11:25; Nehemiah 11:27) adyacentes a ese barrio de Jerusalén, pero la explicación más sencilla y literal (y probablemente la mejor) es que en la restauración de las murallas participaron muchas personas, incluidas mujeres.[12]

## El muro oriental (3:15-32)
La última sección describe la construcción del muro oriental, que necesitó más trabajadores, «probablemente porque estaba más dañado». Se informó de veintiún detalles de trabajo en este lado de la muralla.

### Verse 15
Pero la puerta de la fuente la reparó Salún hijo de Colhoze, jefe de parte de Mizpa; él la edificó, la cubrió, levantó sus puertas, sus cerraduras y sus cerrojos, y el muro del estanque de Siloé, junto al huerto del rey, y hasta las escaleras que descienden de la ciudad de David.'
- «Siloah»: traducido de la palabra hebrea הַשֶּׁלַחhashelakh («canal de agua»; cf. ASV, NASB, NRSV, TEV, CEV «Shelah»); aparentemente se refiere al estanque de Siloé cuyo suministro de agua provenía del manantial de Gihón a través del túnel de Ezequías construido en 701 a. C. (cf. Isaías 8:6).[22]

### Versículo 21
Después de él, Meremot hijo de Urías, hijo de Hakkoz, reparó otro tramo desde la puerta de la casa de Eliasib hasta el final de la casa de Eliasib.'
- «Hakkoz»: nombre de la séptima de las «24 turnos sacerdotales» en 1 Crónicas 24 (cf. Esdras 2:61; Nehemías 3:4). [17]Este nombre aparece en la «Inscripción yemení», hallada en 1970 en la aldea yemení de Bayt al-Ḥaḍir, entre los diez nombres de barrios sacerdotales y sus respectivas ciudades y aldeas (cf. verso 4 «Hakkoz»).[18]

### Versículo 32
Y entre la subida de la esquina hasta la puerta de las ovejas repararon los orfebres y los mercaderes.'
- «La puerta de las ovejas»: era el lugar de inicio del relato de la reconstrucción del muro (Nehemías 3:1).[12]
- «Los orfebres y los mercaderes»: representaban comunidades que 'se interesaban mucho y de cerca en las transacciones relacionadas con las ofrendas del Templo', indicadas por la mención de su trabajo en proximidad para reparar el muro. Los «orfebres» generalmente trabajaban en 'el suministro y reparación de vasijas, muebles y vestidos, necesarios para la ministración diaria, la dedicación de cosas preciosas relacionadas con el Templo', mientras que los «mercaderes» establecían estaciones en los accesos principales al complejo del Templo para proporcionar suministros a 'los adoradores y sacrificadores' que visitaban el Templo.[12]

## Lecturas complementarias
- Blenkinsopp, Joseph, "Ezra-Nehemiah: A Commentary" (Eerdmans, 1988)
- Blenkinsopp, Joseph, "Judaism, the first phase" (Eerdmans, 2009)
- Coggins, R.J., "The Books of Ezra and Nehemiah" (Cambridge University Press, 1976)
- Ecker, Ronald L., "Ezra and Nehemiah", Ecker's Biblical Web Pages, 2007.
- Grabbe, L.L., "Ezra-Nehemiah" (Routledge, 1998)
- Grabbe, L.L., "A history of the Jews and Judaism in the Second Temple Period, Volume 1" (T&T Clark, 2004)
- Throntveit, Mark A. (1992) "Ezra-Nehemiah". John Knox Press